# Christo Bezuidenhout
Christo Johannes Bezuidenhout (Tenerife, 14 de mayo de 1970) es un exjugador de rugby de Sudáfrica nacido en España y expilar de Super Rugby.

## Biografía
Nacido en la isla de Tenerife en las Islas Canarias (España), donde su padre trabajaba como ingeniero de telecomunicaciones, Bezuidenhout debutó en el nacional de rugby en la Currie Cup en 1994, solo para desaparecer durante unos años, aparentemente para realizar trabajos agrícolas de explotación familiar. Reapareció en 1999 contratado por los Bulls en un nivel profesional y los Pumas en la Currie Cupe.
Comenzó su carrera en la Selección de rugby de Sudáfrica en el 33 contra Nueva Zelanda en el Torneo Tres Naciones 2003; unos meses más tarde participó en la Copa Mundial de Rugby de 2003 en Australia con solo 3 presencias, que fueron su última internacional.
En 2004 se trasladó a Inglaterra a Gloucester por una temporada, después de lo cual se retiró del rugby.